# Джингловый пакет
Джингловый пакет (жарг. джингловый от англ. jingle) — эфирный пакет радиостанции, представляющий собой набор джинглов и других продакшн-элементов, оформленных в соответствии с музыкальным форматом радиостанции и её позиционированием на рынке.

## Состав
Обычно в состав джинглового пакета входят вокальные джинглы, голосовые свиперы, заставки к утреннему и вечернему шоу, отбивки для рубрик, подложки для новостных блоков. Бо́льшая часть продакшн-элементов носит идентификационный характер, то есть позиционирует станцию в эфирном пространстве. Пример текстового контента: «Вы слушаете радио X на частоте Y» или «Радио Х на волне Y».

## Этапы создания
- Заполнение брифа на создание джинглового пакета
- Описание концепции
- Написание мелодии
- Проведение вокальной сессии
- Написание аранжировки
- Сведение или монтаж
- Мастеринг (процесс эквализации и динамической обработки)